# Scopula castissima
Scopula castissima là một loài bướm đêm trong họ Geometridae.